# Raffaello Schiaminossi
Raffaele Schiaminossi (Sansepolcro, 1572 – Sansepolcro, 17 giugno 1622) è stato un pittore e incisore italiano, attivo in Toscana tra il tardo manierismo e il primo barocco.

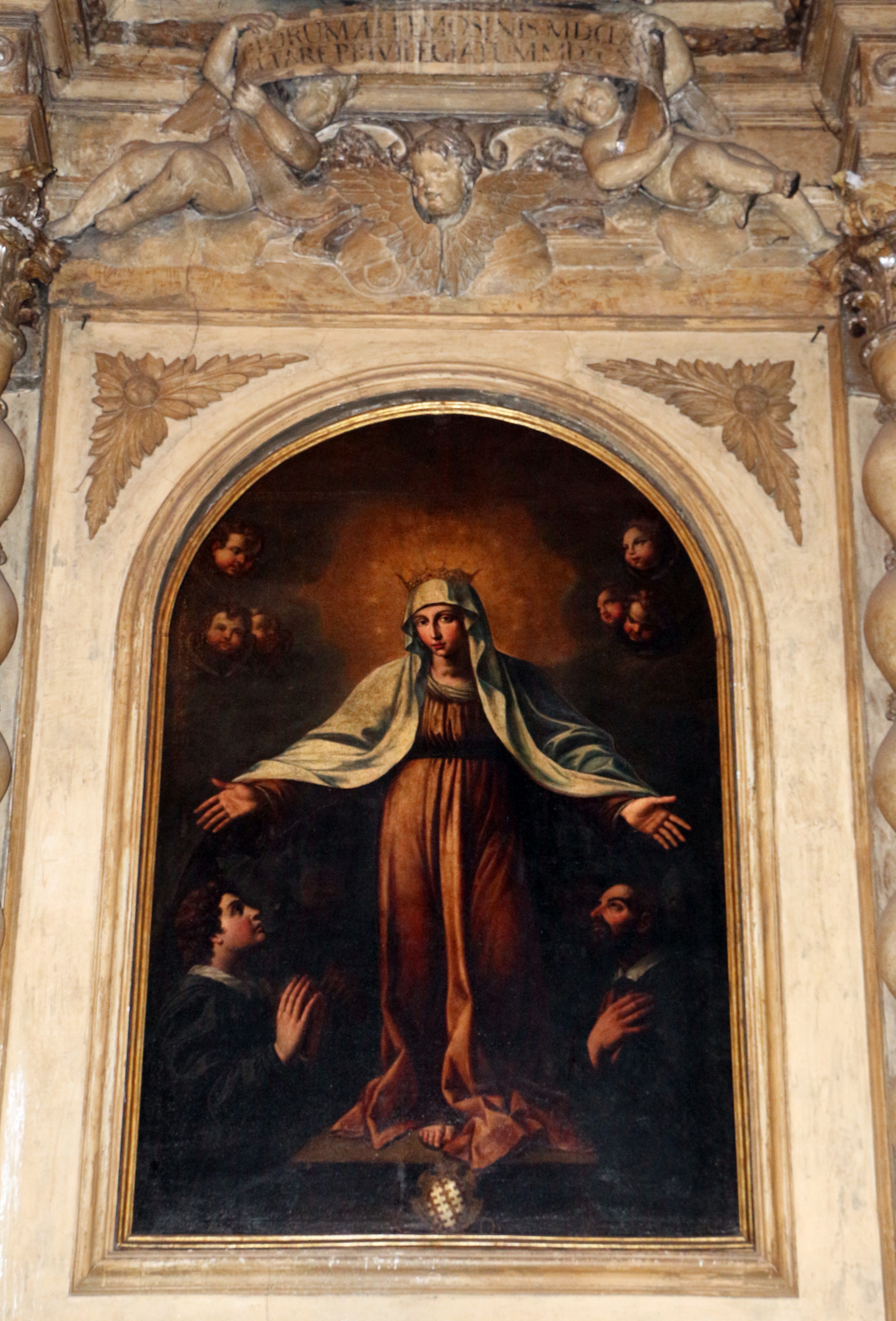
Madonna della misericordia, affresco di Raffaello Schiaminossi del XVII secolo

Figlio di Bernardino e Olimpia, Raffaele Schiaminossi visse e operò per tutta la sua vita a Sansepolcro, ove si formò presso i fratelli Giovanni e Cherubino Alberti. In seguito, incise alcune opere di Cornelis Cort, Federico Barocci e Ventura Salimbeni, che successivamente gli regalò una voluminosa raccolta di incisioni intitolata Quindecim Mysteria Rosarii Beatæ Mariæ Virginis ("I quindici misteri del Rosario della Beata Maria Vergine").
Dipinse inoltre la Madonna della misericordia, un affresco conservato presso il Duomo di Sansepolcro.